# Mistrzostwa Europy w Piłce Siatkowej Kobiet 2017
Mistrzostwa Europy w piłce siatkowej kobiet 2017 − XXX edycja mistrzostw Europy w piłce siatkowej kobiet rozgrywana w dniach od 22 września do 1 października 2017 roku w Gruzji i Azerbejdżanie.

## System rozgrywek
Turniej składa się z dwóch faz:
- Faza grupowa: Zespoły są podzielone na 4 grupy. Mecze toczą się systemem kołowym (każdy z każdym). Zwycięzcy grup awansują bezpośrednio do ćwierćfinałów, a zespoły z miejsc 2 i 3 zagrają w barażach o ćwierćfinał.
- Faza pucharowa: Mecze będą rozgrywane systemem pucharowym (tj. jeden mecz, zwycięzca przechodzi dalej, a przegrany odpada z turnieju).

## Eliminacje
Bezpośredni awans na Mistrzostwa Europy 2017 uzyska 5 najlepszych drużyn poprzednich mistrzostw oraz gospodarze turnieju.
Pozostałych uczestników wyłoni turniej kwalifikacyjny.

### Zakwalifikowane zespoły
| Reprezentacja | Podstawa kwalifikacyjna                     | Data kwalifikacji    | Liczba występów | Mistrzostwa 2015 | Najlepszy wynik                      |
| ------------- | ------------------------------------------- | -------------------- | --------------- | ---------------- | ------------------------------------ |
| Azerbejdżan   | Gospodarz                                   | 27 października 2014 | 6               | 14. miejsce      | 4. miejsce (2005)                    |
| Gruzja        | Gospodarz                                   | 27 października 2014 | debiutant       | debiutant        | debiutant                            |
| Rosja         | Mistrz Europy 2015                          | 4 października 2015  | 13              | 1. miejsce       | (1993, 1997, 1999, 2001, 2013, 2015) |
| Holandia      | Wicemistrz Europy 2015                      | 4 października 2015  | 26              | 2. miejsce       | (1995)                               |
| Serbia        | Brązowy medalista ME 2015                   | 4 października 2015  | 5               | 3. miejsce       | (2011)                               |
| Turcja        | 4. miejsce na Mistrzostwach Europy 2015     | 4 października 2015  | 12              | 4. miejsce       | (2003)                               |
| Niemcy        | 5. miejsce na Mistrzostwach Europy 2015     | 4 października 2015  | 25              | 5. miejsce       | (2011, 2013)                         |
| Włochy        | zwycięzca grupy A turnieju kwalifikacyjnego | 25 września 2016     | 23              | 7. miejsce       | (2007, 2009)                         |
| Belgia        | zwycięzca grupy B turnieju kwalifikacyjnego | 24 września 2016     | 8               | 6. miejsce       | (2013)                               |
| Polska        | zwycięzca grupy C turnieju kwalifikacyjnego | 24 września 2016     | 28              | 8. miejsce       | (2003, 2005)                         |
| Chorwacja     | zwycięzca grupy D turnieju kwalifikacyjnego | 23 września 2016     | 11              | 10. miejsce      | (1995, 1997, 1999)                   |
| Bułgaria      | zwycięzca grupy E turnieju kwalifikacyjnego | 22 września 2016     | 27              | 13. miejsce      | (1981)                               |
| Białoruś      | zwycięzca grupy F turnieju kwalifikacyjnego | 25 września 2016     | 7               | 9. miejsce       | 8. miejsce (1993, 1995)              |
| Czechy        | zwycięzca barażu turnieju kwalifikacyjnego  | 5 października 2016  | 10              | 11. miejsce      | (1993)                               |
| Ukraina       | zwycięzca barażu turnieju kwalifikacyjnego  | 7 października 2016  | 6               | brak udziału     | (1993)                               |
| Węgry         | zwycięzca barażu turnieju kwalifikacyjnego  | 9 października 2016  | 15              | 12. miejsce      | (1975)                               |

## Hale sportowe
Mistrzostwa rozegrane zostaną na 3 obiektach w 3 miastach. W tych trzech halach odbędzie się faza grupowa, natomiast cała faza pucharowa zostanie rozegrana w Baku.
| Miasto  | Hala                              | Pojemność | Obiekty |
| ------- | --------------------------------- | --------- | ------- |
| Baku    | Narodowa Arena Gimnastyczna       | 9000      |         |
| Tbilisi | Pałac Sportu im. Giwiego Kartozii | 9700      |         |
| Göygöl  | Olimpijski Kompleks Sportowy      | 900       |         |

## Losowanie grup

### Koszyki
Przed losowaniem fazy grupowej zespoły zostały podzielone na 4 koszyki na podstawie rankingu CEV.
| Koszyk 1                                  | Koszyk 2                            | Koszyk 3                                 | Koszyk 4                              |
| ----------------------------------------- | ----------------------------------- | ---------------------------------------- | ------------------------------------- |
| - Azerbejdżan - Gruzja - Rosja - Holandia | - Serbia - Niemcy - Włochy - Turcja | - Belgia - Chorwacja - Polska - Bułgaria | - Czechy - Białoruś - Węgry - Ukraina |

Zasady losowania:
- Zespoły rozstawione (z pierwszego koszyka) zostały przydzielone do poszczególnych grup przed losowaniem.
- Drużyny z koszyków 2, 3 i 4 zostały dolosowane do każdej z czterech grup.
- W fazie grupowej nie mogą się spotkać finalistki poprzedniego turnieju (Rosja i Holandia), dlatego też Holandia znalazła się w pierwszym koszyku bez względu na ranking CEV.

### Grupy
W wyniku losowania, które odbyło się 24 listopada 2016 roku o godzinie 15:00 (czasu polskiego) w stolicy Azerbejdżanu, Baku powstały następujące grupy:
| Grupa A Baku |
| ------------ |
| Azerbejdżan  |
| Niemcy       |
| Polska       |
| Węgry        |

| Grupa B Tbilisi |
| --------------- |
| Gruzja          |
| Włochy          |
| Chorwacja       |
| Białoruś        |

| Grupa C Baku |
| ------------ |
| Rosja        |
| Turcja       |
| Bułgaria     |
| Ukraina      |

| Grupa D Gandża |
| -------------- |
| Holandia       |
| Serbia         |
| Belgia         |
| Czechy         |

## Rozgrywki

### Grupa A
Tabela
| Lp. | Drużyna     | Mecze | Mecze   | Mecze   | Pkt | Sety | Sety | Sety  | Małe punkty | Małe punkty | Małe punkty |
| Lp. | Drużyna     | M     | W (3:2) | P (2:3) | Pkt | wyg. | prz. | ratio | zdob.       | str.        | ratio       |
| --- | ----------- | ----- | ------- | ------- | --- | ---- | ---- | ----- | ----------- | ----------- | ----------- |
| 1   | Azerbejdżan | 3     | 3 (0)   | 0 (0)   | 9   | 9    | 1    | 9.000 | 244         | 191         | 1.277       |
| 2   | Polska      | 3     | 2 (1)   | 1 (0)   | 5   | 6    | 6    | 1.000 | 258         | 250         | 1.032       |
| 3   | Niemcy      | 3     | 1 (0)   | 2 (1)   | 4   | 6    | 7    | 0.857 | 267         | 285         | 0.937       |
| 4   | Węgry       | 3     | 0 (0)   | 3 (0)   | 0   | 2    | 9    | 0.222 | 220         | 263         | 0.837       |

Źródło: cev.lu
Punktacja: 3:0 i 3:1 – 3 pkt; 3:2 – 2 pkt; 2:3 – 1 pkt; 1:3 i 0:3 – 0 pkt
Zasady ustalania kolejności: 1. liczba zwycięstw; 2. liczba punktów; 3. stosunek setów; 4. stosunek małych punktów; 5. bilans w bezpośrednich meczach
     awans do ćwierćfinału
     awans do barażu
     odpadnięcie z turnieju
Wyniki
| Data  | Godz. | Drużyna 1   | Wynik | Drużyna 2   | 1     | 2     | 3     | 4     | 5    | Widzów | * |
| ----- | ----- | ----------- | ----- | ----------- | ----- | ----- | ----- | ----- | ---- | ------ | - |
| 22.09 | 18:00 | Węgry       | 0:3   | Azerbejdżan | 23:25 | 14:25 | 16:25 |       |      | 4300   |   |
| 22.09 | 20:30 | Polska      | 3:2   | Niemcy      | 23:25 | 25:15 | 18:25 | 25:23 | 15:5 | 125    |   |
| 23.09 | 18:00 | Polska      | 3:1   | Węgry       | 25:22 | 19:25 | 25:17 | 25:18 |      | 2100   |   |
| 24.09 | 18:00 | Azerbejdżan | 3:0   | Polska      | 25:14 | 25:21 | 25:23 |       |      | 5500   |   |
| 24.09 | 20:30 | Niemcy      | 3:1   | Węgry       | 25:21 | 19:25 | 25:21 | 25:18 |      | 200    |   |
| 25.09 | 18:00 | Niemcy      | 1:3   | Azerbejdżan | 25:19 | 19:25 | 18:25 | 18:25 |      | 3400   |   |

### Grupa B
Tabela
| Lp. | Drużyna   | Mecze | Mecze   | Mecze   | Pkt | Sety | Sety | Sety  | Małe punkty | Małe punkty | Małe punkty |
| Lp. | Drużyna   | M     | W (3:2) | P (2:3) | Pkt | wyg. | prz. | ratio | zdob.       | str.        | ratio       |
| --- | --------- | ----- | ------- | ------- | --- | ---- | ---- | ----- | ----------- | ----------- | ----------- |
| 1   | Włochy    | 3     | 3 (1)   | 0 (0)   | 8   | 9    | 3    | 3.000 | 264         | 232         | 1.138       |
| 2   | Białoruś  | 3     | 2 (1)   | 1 (0)   | 5   | 7    | 5    | 1.400 | 254         | 226         | 1.124       |
| 3   | Chorwacja | 3     | 1 (0)   | 2 (2)   | 5   | 7    | 7    | 1.000 | 303         | 257         | 1.179       |
| 4   | Gruzja    | 3     | 0 (0)   | 3 (0)   | 0   | 1    | 9    | 0.111 | 142         | 248         | 0.573       |

Źródło: cev.lu
Punktacja: 3:0 i 3:1 – 3 pkt; 3:2 – 2 pkt; 2:3 – 1 pkt; 1:3 i 0:3 – 0 pkt
Zasady ustalania kolejności: 1. liczba zwycięstw; 2. liczba punktów; 3. stosunek setów; 4. stosunek małych punktów; 5. bilans w bezpośrednich meczach
     awans do ćwierćfinału
     awans do barażu
     odpadnięcie z turnieju
Wyniki
| Data  | Godz. | Drużyna 1 | Wynik | Drużyna 2 | 1     | 2     | 3     | 4     | 5     | Widzów | * |
| ----- | ----- | --------- | ----- | --------- | ----- | ----- | ----- | ----- | ----- | ------ | - |
| 22.09 | 17:00 | Włochy    | 3:0   | Gruzja    | 25:14 | 25:12 | 25:12 |       |       | 400    |   |
| 22.09 | 20:00 | Białoruś  | 3:2   | Chorwacja | 10:25 | 15:25 | 25:21 | 25:20 | 15:9  | 200    |   |
| 23.09 | 17:00 | Gruzja    | 1:3   | Chorwacja | 12:25 | 13:25 | 25:23 | 23:25 |       | 500    |   |
| 23.09 | 20:00 | Włochy    | 3:1   | Białoruś  | 27:25 | 25:18 | 18:25 | 25:21 |       | 200    |   |
| 24.09 | 17:00 | Gruzja    | 0:3   | Białoruś  | 8:25  | 11:25 | 12:25 |       |       | 400    |   |
| 24.09 | 20:00 | Chorwacja | 2:3   | Włochy    | 23:25 | 21:25 | 25:19 | 25:10 | 11:15 | 200    |   |

### Grupa C
Tabela
| Lp. | Drużyna  | Mecze | Mecze   | Mecze   | Pkt | Sety | Sety | Sety  | Małe punkty | Małe punkty | Małe punkty |
| Lp. | Drużyna  | M     | W (3:2) | P (2:3) | Pkt | wyg. | prz. | ratio | zdob.       | str.        | ratio       |
| --- | -------- | ----- | ------- | ------- | --- | ---- | ---- | ----- | ----------- | ----------- | ----------- |
| 1   | Rosja    | 3     | 3 (2)   | 0 (0)   | 7   | 9    | 5    | 1.800 | 312         | 299         | 1.043       |
| 2   | Bułgaria | 3     | 2 (2)   | 1 (1)   | 5   | 8    | 7    | 1.143 | 313         | 298         | 1.050       |
| 3   | Turcja   | 3     | 1 (0)   | 2 (1)   | 4   | 6    | 7    | 0.857 | 287         | 282         | 1.018       |
| 4   | Ukraina  | 2     | 0 (0)   | 2 (2)   | 2   | 5    | 9    | 0.556 | 279         | 312         | 0.894       |

Źródło: cev.lu
Punktacja: 3:0 i 3:1 – 3 pkt; 3:2 – 2 pkt; 2:3 – 1 pkt; 1:3 i 0:3 – 0 pkt
Zasady ustalania kolejności: 1. liczba zwycięstw; 2. liczba punktów; 3. stosunek setów; 4. stosunek małych punktów; 5. bilans w bezpośrednich meczach
     awans do ćwierćfinału
     awans do barażu
     odpadnięcie z turnieju
Wyniki
| Data  | Godz. | Drużyna 1 | Wynik | Drużyna 2 | 1     | 2     | 3     | 4     | 5     | Widzów | * |
| ----- | ----- | --------- | ----- | --------- | ----- | ----- | ----- | ----- | ----- | ------ | - |
| 22.09 | 15:30 | Ukraina   | 2:3   | Rosja     | 18:25 | 25:20 | 23:25 | 25:23 | 13:15 | 4100   |   |
| 23.09 | 15:30 | Bułgaria  | 3:2   | Ukraina   | 25:23 | 21:25 | 23:25 | 25:11 | 15:4  | 1800   |   |
| 23.09 | 20:30 | Turcja    | 1:3   | Rosja     | 23:25 | 25:20 | 23:25 | 20:25 |       | 2000   |   |
| 24.09 | 15:30 | Bułgaria  | 3:2   | Turcja    | 25:17 | 10:25 | 25:16 | 20:25 | 20:18 | 3000   |   |
| 25.09 | 15:30 | Rosja     | 3:2   | Bułgaria  | 21:25 | 25:20 | 23:25 | 25:21 | 15:13 | 2000   |   |
| 25.09 | 20:30 | Turcja    | 3:1   | Ukraina   | 25:20 | 25:19 | 20:25 | 25:23 |       | 400    |   |

### Grupa D
Tabela
| Lp. | Drużyna  | Mecze | Mecze   | Mecze   | Pkt | Sety | Sety | Sety  | Małe punkty | Małe punkty | Małe punkty |
| Lp. | Drużyna  | M     | W (3:2) | P (2:3) | Pkt | wyg. | prz. | ratio | zdob.       | str.        | ratio       |
| --- | -------- | ----- | ------- | ------- | --- | ---- | ---- | ----- | ----------- | ----------- | ----------- |
| 1   | Serbia   | 3     | 3 (0)   | 0 (0)   | 9   | 9    | 1    | 9.000 | 253         | 217         | 1.166       |
| 2   | Holandia | 3     | 2 (0)   | 1 (0)   | 6   | 6    | 5    | 1.200 | 261         | 234         | 1.115       |
| 3   | Czechy   | 3     | 1 (0)   | 2 (0)   | 3   | 4    | 7    | 0.571 | 241         | 264         | 0.913       |
| 4   | Belgia   | 3     | 0 (0)   | 3 (0)   | 0   | 3    | 9    | 0.333 | 254         | 294         | 0.864       |

Źródło: cev.lu
Punktacja: 3:0 i 3:1 – 3 pkt; 3:2 – 2 pkt; 2:3 – 1 pkt; 1:3 i 0:3 – 0 pkt
Zasady ustalania kolejności: 1. liczba zwycięstw; 2. liczba punktów; 3. stosunek setów; 4. stosunek małych punktów; 5. bilans w bezpośrednich meczach
     awans do ćwierćfinału
     awans do barażu
     odpadnięcie z turnieju
Wyniki
| Data  | Godz. | Drużyna 1 | Wynik | Drużyna 2 | 1     | 2     | 3     | 4     | 5 | Widzów | * |
| ----- | ----- | --------- | ----- | --------- | ----- | ----- | ----- | ----- | - | ------ | - |
| 22.09 | 17:00 | Serbia    | 3:0   | Czechy    | 25:22 | 25:16 | 25:23 |       |   | 2000   |   |
| 22.09 | 20:00 | Holandia  | 3:1   | Belgia    | 23:25 | 25:12 | 25:21 | 25:14 |   | 2000   |   |
| 23.09 | 17:00 | Czechy    | 3:1   | Belgia    | 19:25 | 25:23 | 28:26 | 25:19 |   | 2000   |   |
| 23.09 | 20:00 | Serbia    | 3:0   | Holandia  | 29:27 | 25:17 | 25:23 |       |   | 2000   |   |
| 24.09 | 17:00 | Belgia    | 1:3   | Serbia    | 26:24 | 20:25 | 22:25 | 21:25 |   | 2000   |   |
| 24.09 | 20:00 | Czechy    | 1:3   | Holandia  | 21:25 | 15:25 | 25:21 | 22:25 |   | 2000   |   |

### Faza pucharowa
|  |             |           |             |             |   |              |              |                   |                   |                   |           |           |           |  |  |       |       |       |
|  | Baraże      | Baraże    | Baraże      |             |   | Ćwierćfinały | Ćwierćfinały | Ćwierćfinały      |                   |                   | Półfinały | Półfinały | Półfinały |  |  | Finał | Finał | Finał |
|  | Baraże      | Baraże    | Baraże      |             |   | Ćwierćfinały | Ćwierćfinały | Ćwierćfinały      |                   |                   | Półfinały | Półfinały | Półfinały |  |  | Finał | Finał | Finał |
|  |             |           |             |             |   |              |              |                   |                   |                   |           |           |           |  |  |       |       |       |
|  |             |           |             |             |   |              |              |                   |                   |                   |           |           |           |  |  |       |       |       |
|  | Azerbejdżan |           |             |             |   |              |              |                   |                   |                   |           |           |           |  |  |       |       |       |
|  |             |           |             |             |   |              |              |                   |                   |                   |           |           |           |  |  |       |       |       |
|  |             |           |             |             |   |              |              |                   |                   |                   |           |           |           |  |  |       |       |       |
|  |             |           | Azerbejdżan | Azerbejdżan | 3 |              |              |                   |                   |                   |           |           |           |  |  |       |       |       |
|  |             |           |             | Azerbejdżan | 3 |              |              |                   |                   |                   |           |           |           |  |  |       |       |       |
|  |             |           | Niemcy      | Niemcy      | 0 |              |              |                   |                   |                   |           |           |           |  |  |       |       |       |
|  | Bułgaria    | Bułgaria  | Niemcy      | Niemcy      | 0 | 2            |              |                   |                   |                   |           |           |           |  |  |       |       |       |
|  | Bułgaria    | Bułgaria  |             |             |   |              |              |                   |                   |                   |           |           |           |  |  |       |       |       |
|  | Niemcy      | Niemcy    | 3           |             |   |              |              |                   |                   |                   |           |           |           |  |  |       |       |       |
|  | Niemcy      | Niemcy    | 3           |             |   | Azerbejdżan  | Azerbejdżan  | 2                 |                   |                   |           |           |           |  |  |       |       |       |
|  |             |           |             |             |   |              |              |                   |                   |                   |           |           |           |  |  |       |       |       |
|  |             |           | Holandia    | Holandia    | 3 |              |              |                   |                   |                   |           |           |           |  |  |       |       |       |
|  | Włochy      |           | Holandia    | Holandia    | 3 |              |              |                   |                   |                   |           |           |           |  |  |       |       |       |
|  |             |           |             |             |   |              |              |                   |                   |                   |           |           |           |  |  |       |       |       |
|  |             |           |             |             |   |              |              |                   |                   |                   |           |           |           |  |  |       |       |       |
|  |             |           | Włochy      | Włochy      | 0 |              |              |                   |                   |                   |           |           |           |  |  |       |       |       |
|  |             |           |             | Włochy      | 0 |              |              |                   |                   |                   |           |           |           |  |  |       |       |       |
|  |             |           | Holandia    | Holandia    | 3 |              |              |                   |                   |                   |           |           |           |  |  |       |       |       |
|  | Holandia    | Holandia  | Holandia    | Holandia    | 3 | 3            |              |                   |                   |                   |           |           |           |  |  |       |       |       |
|  | Holandia    | Holandia  |             |             |   |              |              |                   |                   |                   |           |           |           |  |  |       |       |       |
|  | Chorwacja   | Chorwacja | 0           |             |   |              |              |                   |                   |                   |           |           |           |  |  |       |       |       |
|  | Chorwacja   | Chorwacja | 0           |             |   | Holandia     | Holandia     | 1                 |                   |                   |           |           |           |  |  |       |       |       |
|  |             |           |             |             |   |              |              |                   |                   |                   |           |           |           |  |  |       |       |       |
|  |             |           | Serbia      | Serbia      | 3 |              |              |                   |                   |                   |           |           |           |  |  |       |       |       |
|  | Rosja       |           | Serbia      | Serbia      | 3 |              |              |                   |                   |                   |           |           |           |  |  |       |       |       |
|  |             |           |             |             |   |              |              |                   |                   |                   |           |           |           |  |  |       |       |       |
|  |             |           |             |             |   |              |              |                   |                   |                   |           |           |           |  |  |       |       |       |
|  |             |           | Rosja       | Rosja       | 0 |              |              |                   |                   |                   |           |           |           |  |  |       |       |       |
|  |             |           |             | Rosja       | 0 |              |              |                   |                   |                   |           |           |           |  |  |       |       |       |
|  |             |           | Turcja      | Turcja      | 3 |              |              |                   |                   |                   |           |           |           |  |  |       |       |       |
|  | Polska      | Polska    | Turcja      | Turcja      | 3 | 1            |              |                   |                   |                   |           |           |           |  |  |       |       |       |
|  | Polska      | Polska    |             |             |   |              |              |                   |                   |                   |           |           |           |  |  |       |       |       |
|  | Turcja      | Turcja    | 3           |             |   |              |              |                   |                   |                   |           |           |           |  |  |       |       |       |
|  | Turcja      | Turcja    | 3           |             |   | Serbia       | Serbia       | 3                 |                   |                   |           |           |           |  |  |       |       |       |
|  |             |           |             |             |   |              |              |                   |                   |                   |           |           |           |  |  |       |       |       |
|  |             |           | Turcja      | Turcja      | 0 |              |              | Mecz o 3. miejsce | Mecz o 3. miejsce | Mecz o 3. miejsce |           |           |           |  |  |       |       |       |
|  | Serbia      |           | Turcja      | Turcja      | 0 |              |              | Mecz o 3. miejsce | Mecz o 3. miejsce | Mecz o 3. miejsce |           |           |           |  |  |       |       |       |
|  |             |           |             |             |   |              |              |                   |                   |                   |           |           |           |  |  |       |       |       |
|  |             |           |             |             |   |              |              |                   |                   |                   |           |           |           |  |  |       |       |       |
|  |             |           | Serbia      | Serbia      | 3 | Azerbejdżan  | Azerbejdżan  | 1                 |                   |                   |           |           |           |  |  |       |       |       |
|  |             |           |             | Serbia      | 3 | Azerbejdżan  | Azerbejdżan  | 1                 |                   |                   |           |           |           |  |  |       |       |       |
|  |             |           | Białoruś    | Białoruś    | 0 |              |              | Turcja            | Turcja            | 3                 |           |           |           |  |  |       |       |       |
|  | Białoruś    | Białoruś  | Białoruś    | Białoruś    | 0 | 3            |              | Turcja            | Turcja            | 3                 |           |           |           |  |  |       |       |       |
|  | Białoruś    | Białoruś  |             |             |   |              |              |                   |                   |                   |           |           |           |  |  |       |       |       |
|  | Czechy      | Czechy    | 2           |             |   |              |              |                   |                   |                   |           |           |           |  |  |       |       |       |
|  | Czechy      | Czechy    | 2           |             |   |              |              |                   |                   |                   |           |           |           |  |  |       |       |       |

### Baraże
| Data  | Godz. | Drużyna 1 | Wynik | Drużyna 2 | 1     | 2     | 3     | 4     | 5     | Widzów | * |
| ----- | ----- | --------- | ----- | --------- | ----- | ----- | ----- | ----- | ----- | ------ | - |
| 26.09 | 18:00 | Białoruś  | 3:2   | Czechy    | 18:25 | 23:25 | 27:25 | 25:22 | 17:15 | 1000   |   |
| 26.09 | 20:30 | Holandia  | 3:0   | Chorwacja | 25:18 | 25:8  | 25:21 |       |       | 350    |   |
| 27.09 | 18:00 | Polska    | 1:3   | Turcja    | 22:25 | 25:27 | 25:18 | 23:25 |       | 1000   |   |
| 27.09 | 20:30 | Bułgaria  | 2:3   | Niemcy    | 25:14 | 20:25 | 25:16 | 19:25 | 11:15 | 300    |   |

### Ćwierćfinały
| Data  | Godz. | Drużyna 1   | Wynik | Drużyna 2 | 1     | 2     | 3     | 4 | 5 | Widzów | * |
| ----- | ----- | ----------- | ----- | --------- | ----- | ----- | ----- | - | - | ------ | - |
| 28.09 | 18:00 | Włochy      | 0:3   | Holandia  | 17:25 | 20:25 | 13:25 |   |   | 1500   |   |
| 28.09 | 20:30 | Serbia      | 3:0   | Białoruś  | 25:19 | 25:12 | 25:14 |   |   | 300    |   |
| 29.09 | 18:00 | Azerbejdżan | 3:0   | Niemcy    | 25:20 | 25:18 | 25:21 |   |   | 4900   |   |
| 29.09 | 20:30 | Rosja       | 0:3   | Turcja    | 25:27 | 18:25 | 20:25 |   |   | 2450   |   |

### Półfinały
| Data  | Godz. | Drużyna 1 | Wynik | Drużyna 2   | 1     | 2     | 3     | 4     | 5     | Widzów | * |
| ----- | ----- | --------- | ----- | ----------- | ----- | ----- | ----- | ----- | ----- | ------ | - |
| 30.09 | 18:00 | Holandia  | 3:2   | Azerbejdżan | 20:25 | 25:19 | 25:19 | 25:27 | 15:12 | 5100   |   |
| 30.09 | 20:30 | Serbia    | 3:0   | Turcja      | 25:17 | 25:12 | 25:21 |       |       | 1500   |   |

### Mecz o 3. miejsce
| Data  | Godz. | Drużyna 1   | Wynik | Drużyna 2 | 1     | 2     | 3     | 4    | 5 | Widzów | * |
| ----- | ----- | ----------- | ----- | --------- | ----- | ----- | ----- | ---- | - | ------ | - |
| 01.10 | 16:00 | Azerbejdżan | 1:3   | Turcja    | 25:22 | 21:25 | 14:25 | 8:25 |   | 4800   |   |

### Finał
| Data  | Godz. | Drużyna 1 | Wynik | Drużyna 2 | 1     | 2     | 3     | 4     | 5 | Widzów | * |
| ----- | ----- | --------- | ----- | --------- | ----- | ----- | ----- | ----- | - | ------ | - |
| 01.10 | 19:00 | Holandia  | 1:3   | Serbia    | 20:25 | 22:25 | 25:18 | 18:25 |   | 3600   |   |

## Nagrody indywidualne
| MVP             | Najlepsze przyjmujące          | Najlepsze środkowe           | Najlepsza atakująca | Najlepsza rozgrywająca | Najlepsza libero   |
| --------------- | ------------------------------ | ---------------------------- | ------------------- | ---------------------- | ------------------ |
| Tijana Bošković | Brankica Mihajlović Anne Buijs | Eda Dündar Stefana Veljković | Lonneke Slöetjes    | Laura Dijkema          | Valeriya Məmmədova |

## Klasyfikacja końcowa
| Miejsce | Reprezentacja |
| ------- | ------------- |
| złoto   | Serbia        |
| srebro  | Holandia      |
| brąz    | Turcja        |
| 4.      | Azerbejdżan   |
| 5.      | Włochy        |
| 6.      | Rosja         |
| 7.      | Białoruś      |
| 8.      | Niemcy        |
| 9.      | Bułgaria      |
| 10.     | Polska        |
| 11.     | Chorwacja     |
| 12.     | Czechy        |
| 13.     | Ukraina       |
| 14.     | Belgia        |
| 15.     | Węgry         |
| 16.     | Gruzja        |